# بردز
بردز (انگلیسی: The Byrds) گروه موسیقی راک آمریکایی بود که سال ۱۹۶۴ در لس آنجلس کالیفرنیا شکل گرفت. این گروه از پیشگامان سبک فولک راک و یکی از تأثیرگذارترین گروه‌های موسیقی دهه ۱۹۶۰ به‌شمار می‌رود. بردز با الهام از گروه‌هایی مانند بیتلز و رولینگ استونز و کینکس که پدیدهٔ موسوم به استیلای بریتانیایی را رقم زده بودند، در شکل‌گیری سبک‌های سایکدلیک راک، راگا راک و کانتری راک نیز نقشی تعیین‌کننده ایفا کرد. هارمونی‌های آوازی گروه و شیوهٔ شلوغ‌نوازی مگوئن با گیتار ریکنبَکر دوازده سیمی تأثیری بر جریان موسیقی پاپ گذاشت که تاکنون ادامه یافته‌است.
تنها عضو ثابت بردز، راجر مگوئن بود که تا ازهم‌پاشیدن گروه در سال ۱۹۷۳ به فعالیت ادامه داد. سال ۱۹۹۱ نام گروه بردز به تالار مشاهیر راک اند رول وارد شد.